# Preußische EG 506 Halle
Die EG 506 Halle war eine elektrische Lokomotive der Preußischen Staatseisenbahnen, die auf der Versuchsstrecke zwischen Dessau und Bitterfeld im Güterzugdienst erprobt werden sollte.

## Geschichte
Die EG 506 Halle wurde gleichzeitig mit den vier Lokomotiven EG 502 bis EG 505 Halle geordert. Technisch war sie mit diesen Maschinen identisch. Der mechanische Teil wurde von der Berliner Maschinenbau AG (BMAG) geliefert, wobei sich der Aufbau deutlich von den von Hanomag gelieferten Lokomotiven EG 502 bis EG 505 Halle unterschied. Die elektrische Ausrüstung wurde von der BMAG-Tochter Maffei-Schwartzkopff-Werke Wildau (MSW) hergestellt.
Nach ersten Versuchsfahrten kam es zum Defekt des Transformators. Nach dessen Reparatur und dem Einbau zusätzlicher Schaltstufen wurde die EG 506 ab 1912 im regulären Bahndienst mit zufriedenstellenden Leistungen eingesetzt.
Im Juli 1914 soll die EG 506 in der Königlichen Eisenbahndirektion Breslau für Probefahrten gewesen sein. Ob sie wurde fortan von der Betriebswerkstätte Nieder Salzbrunn aus im schlesischen Netz eingesetzt wurde, ist nicht erwiesen und muss aufgrund der für eine Gebirgsbahn zu geringen Leistung angezweifelt werden. Da nach Ausbruch des Ersten Weltkriegs der elektrische Betrieb bei der ED Halle eingestellt wurde, wird der Verbleib der EG 506 im schlesischen Netz allgemein angenommen. Einziger Hinweis darauf ist der Einträge im Merkbuch für die Fahrzeuge der Preußischen-Hessischen Staatseinebahnverwaltung als EG 506 Breslau.
1921 befand sich die EG 506 abgestellt bei der Eisenbahndirektion Halle. Dort erwies sie sich den zwischenzeitlich gestiegenen Anforderungen als zu schwach und folgte im Oktober 1923 den EG 502 – EG 505 an die Reichsbahndirektion Karlsruhe zum Betrieb auf der Wiesen- und Wehratalbahn.